# Konsistorium

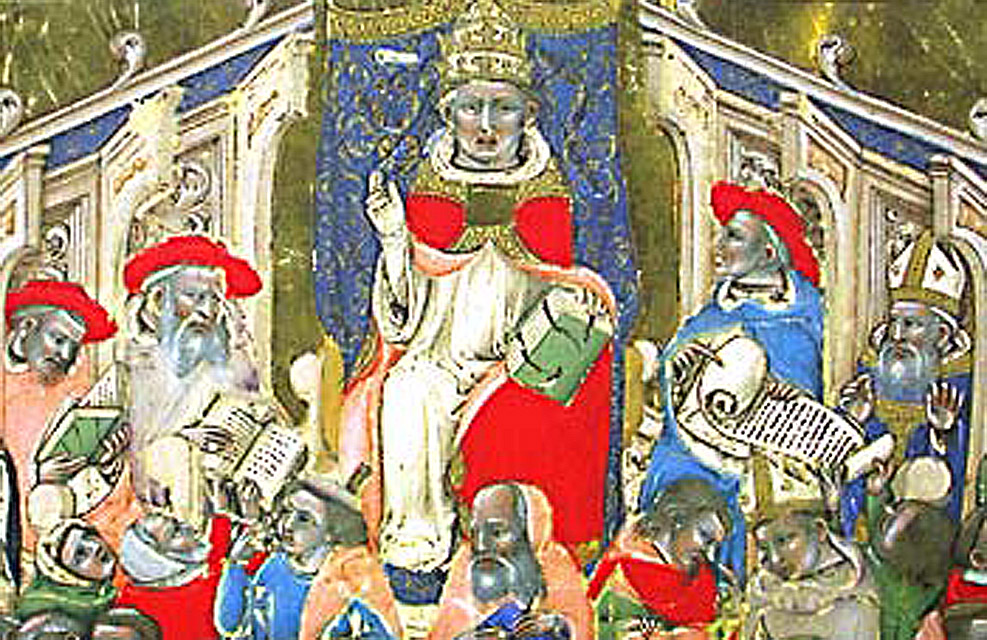
Papst Clemens V. (1305–14) hält in Avignon ein Konsistorium ab (Buchmalerei)

Ein Konsistorium (von lateinisch consistorium „Versammlungsort, Versammlung; kaiserliches Kabinett, Kronrat, Senatsversammlung“) ist in der römisch-katholischen Kirche die Vollversammlung der Kardinäle, in den evangelischen Kirchen ein Kirchengericht oder eine kirchliche Behörde.

## Römisches Reich

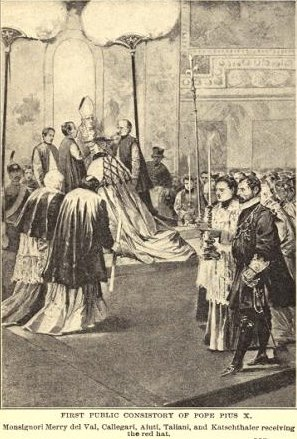
Papst Pius X. (1903–14) kreiert bei seinem ersten Feierlichen Konsistorium am 9. November 1903 die Prälaten Rafael Merry del Val y Zulueta und Giuseppe Callegari zu Kardinälen (Zeichnung)

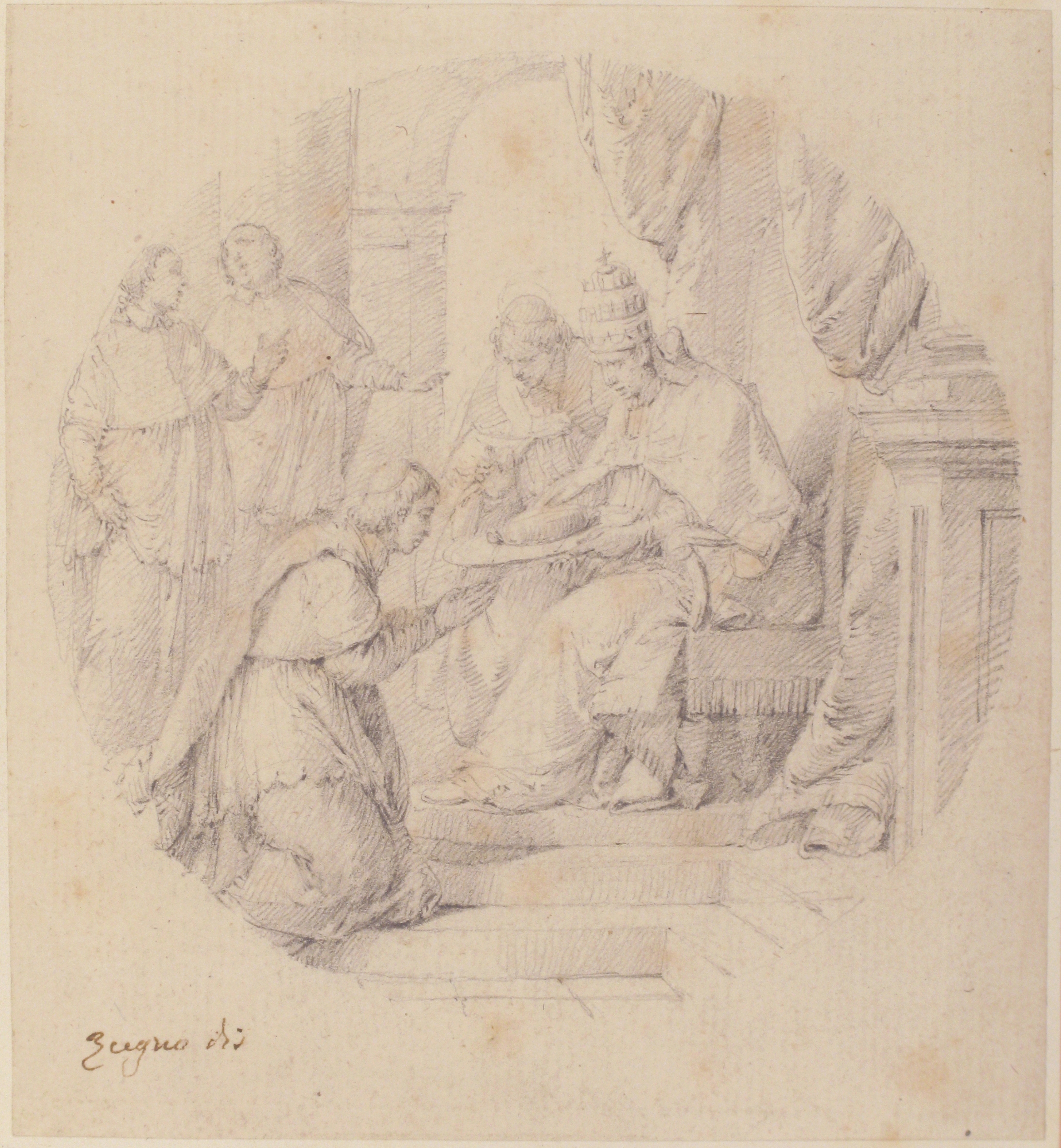
Konsistorium mit Kardinalskreierung von Angelo Maria Quirini durch Papst Benedikt XIII. – 1727

Der Beraterkreis der römischen Kaiser entwickelte sich zunächst von den Amici principis des frühen Augustus zum Consilium principis. In diesem war die Stellung des Prinzeps als Primus inter pares dadurch gekennzeichnet, dass neben dem Herrscher auch die Berater sitzend beratschlagten. Die Reichsreform in der Spätantike brachte mit sich, dass das unmittelbar tätige Mitarbeitergremium des Kaisers formalisiert und auf den Kaiser als Alleinherrscher ausgerichtet wurde. Dies drückte sich auch in der Bezeichnung consistorium (von lateinisch consistere „hinzutreten“, „zusammentreten“) aus, denn es durften nur der Kaiser und seine Familie auf Stühlen Platz nehmen, während die Berater stehen mussten.

## Römisch-katholische Kirche
Neben vielen anderen Regeln und Strukturen wurde auch das Konsistorium von den Päpsten in die Organisation der Kirche übernommen. Seit dem 8. Jahrhundert hatten die vom Papst einberufenen und geleiteten Synoden und Konzile nicht nur eine beratende, sondern auch eine repräsentative Gestalt angenommen. Im 11. Jahrhundert begann die gemeinsame Leitung der römisch-katholischen Kirche durch den Papst und das Kardinalskollegium. Mit der Implementierung der römischen Kurie durch Papst Sixtus V. (1585–1590) verlor die Versammlung der Kardinäle an Bedeutung und wurde nur noch zu feierlichen Akten einberufen, nominell ist sie ein Beratungsgremium des Papstes.
Man unterscheidet im geltenden Kirchenrecht (CIC 1983) ordentliche und außerordentliche Konsistorien. Bei ersteren werden die in Rom lebenden Kardinäle einberufen, bei letzteren sind alle Kardinäle verpflichtet, teilzunehmen. Neuernannten Kardinälen wird in einem Konsistorium vom Papst das Ernennungsdekret und das rote Birett überreicht. Erst durch die Verkündung des Dekretes vor dem Kardinalskollegium erlangt die Ernennung des Kardinals Rechtswirksamkeit. Dies gilt auch für Kardinäle, deren Namen aus besonderen (etwa politischen) Gründen nicht genannt werden und die daher in pectore berufen werden. In Ausnahmefällen (beispielsweise wegen hohen Alters und Gebrechlichkeit) können einem Kardinal das rote Birett und der Kardinalsring auch durch einen päpstlichen Gesandten und außerhalb des Konsistoriums überreicht werden.
Bis ins 20. Jahrhundert wurden auch katholische Verwaltungsbehörden in Bistümern und in anderen Jurisdiktionstypen unter Umständen Konsistorium genannt. Teilweise hatten sie auch Aufgaben der kirchlichen Gerichtsbarkeit. In der Gegenwart wird die Behörde in der Regel als Bischöfliches Ordinariat bezeichnet. In manchen deutschsprachigen Diözesen wird das bischöfliche Kirchengericht immer noch Konsistorium genannt.
Das von Papst Pius XII. (1939–1958) einberufene Konsistorium im Februar 1946 brach eine seit etwa vier Jahrhunderten bestehende Vorherrschaft der Italiener in der katholischen Hierarchie.

## Evangelische Kirchen

### Geschichte
In den aus der Reformation hervorgegangenen und durch den Augsburger Religionsfrieden konsolidierten evangelischen Landeskirchen war das Konsistorium die Behörde, durch die der Landesherr sein Kirchenregiment ausübte. Diese staatskirchliche Konsistorialverfassung endete in Deutschland 1918 mit der Abdankung aller Fürsten.

### Gliedkirchen der Evangelischen Kirche in Deutschland
In manchen evangelischen Landeskirchen Deutschlands (vor allem in ehemals preußischen Gebieten, z. B. in der Evangelischen Kirche Berlin-Brandenburg-schlesische Oberlausitz mit dem Konsistorium in Berlin und in der ehemaligen Evangelischen Kirche der Kirchenprovinz Sachsen) bezeichnet Konsistorium die kirchliche Verwaltungsbehörde. Konsistorien entstanden im 16. Jahrhundert zur Ausübung des landesherrlichen Kirchenregiments, der landesherrlichen und bischöflichen Rechte der deutschen Fürsten über die protestantischen Kirchen, und waren bis zu dessen Aufhebung 1918 staatliche Behörden. Im Königreich Württemberg gab es beispielsweise zur Verwaltung der kirchlichen Angelegenheiten eine Abteilung innerhalb des Kultministeriums, an deren Spitze der Konsistorialpräsident stand.
In Bayern gab es ebenfalls Konsistorien, etwa das Konsistorium Bayreuth, das nach der Reformation die landesherrliche Kirchengewalt übernahm. Im Königreich Bayern wurden die Konsistorien ab 1817 dem Königlich Baierischen Protestantischen Oberkonsistorium in München untergeordnet.

Konsistorien bestehen aus etwa ebenso vielen Theologen wie Juristen. Das Konsistorium erfüllt neben der Kirchenleitung ebenfalls kirchenleitende Aufgaben. Es bereitet Beschlüsse der Kirchenleitung vor, führt die laufenden Geschäfte der Landeskirche, ist für die Rechtsaufsicht über Gemeinden und Kirchenkreise zuständig und unterstützt alle kirchlichen Bereiche bei der Erfüllung ihrer Aufgaben. Leiter des Konsistoriums (mit dem Titel Präsident) ist meist ein Jurist. Die Beschlüsse des Konsistoriums werden vom Kollegium gefällt. Die Mitglieder des Kollegiums tragen den Titel Konsistorialrat bzw. Oberkonsistorialrat.
Bezeichnungen für entsprechende Behörden sind in anderen Kirchen u. a.:
- Oberkirchenrat
  - Evangelischer Oberkirchenrat bis 1951 der Evangelischen Kirche der altpreußischen Union (ab 1953 Evangelische Kirche der Union genannt)
  - Evangelische Landeskirche in Baden (Evangelischer Oberkirchenrat, EOK)
  - Evangelisch-Lutherische Landeskirche Mecklenburgs (OKR)
  - Evangelisch-Lutherische Kirche in Oldenburg (OKR)
  - Evangelische Landeskirche in Württemberg (OKR)
- Landeskirchenamt
  - Evangelische Kirche im Rheinland
  - Evangelische Kirche in Mitteldeutschland
  - Evangelische Kirche von Westfalen
  - Evangelische Kirche von Kurhessen-Waldeck
  - Evangelische Landeskirche Anhalts
  - Landeskirchenamt München der Evangelisch-Lutherischen Kirche in Bayern
  - Landeskirchenamt Hannover der Evangelisch-Lutherischen Landeskirche Hannovers
  - Evangelisch-Lutherische Landeskirche in Braunschweig
  - Landeskirchenamt Sachsen der Evangelisch-Lutherischen Landeskirche Sachsens
  - Evangelisch-reformierte Kirche (Landeskirche)
- Kirchenkanzlei
  - Bremische Evangelische Kirche
  - Evangelische Kirche der altpreußischen Union ab 1951 (Evangelische Kirche der Union genannt ab 1953)
- Kirchenverwaltung
  - Evangelische Kirche in Hessen und Nassau
- Landeskirchenrat
  - Evangelische Kirche der Pfalz (Protestantische Landeskirche)

### Evangelische Kirchen in Österreich
- Oberkirchenrat
  - Evangelische Kirche A.B. in Österreich
  - Evangelische Kirche H.B. in Österreich

### Mitgliedskirchen im Schweizerischen Evangelischen Kirchenbund
- Kirchenrat
  - Reformierte Landeskirche Aargau
  - Evangelisch-reformierte Landeskirche beider Appenzell
  - Evangelisch-reformierte Kirche des Kantons Basel-Landschaft
  - Evangelisch-reformierte Kirche Basel-Stadt
  - Evangelisch-Reformierte Landeskirche des Kantons Glarus (Kantonaler Kirchenrat)
  - Evangelisch-reformierte Landeskirche Graubünden
  - Evangelisch-Reformierte Kirche Nidwalden
  - Evangelisch-reformierte Kirche des Kantons St. Gallen
  - Evangelisch-reformierte Kirche Kanton Schaffhausen
  - Evangelisch-reformierte Kantonalkirche Schwyz
  - Evangelische Landeskirche des Kantons Thurgau
  - Evangelisch-reformierte Kirchgemeinde des Kantons Zug
  - Evangelisch-reformierte Landeskirche des Kantons Zürich
- Kirchenvorstand
  - Evangelisch-methodistische Kirche in der Schweiz
- Konsistorium
  - Église Protestante de Genève
- Synodalrat
  - Reformierte Kirchen Bern-Jura-Solothurn
  - Evangelisch-reformierte Kirche des Kantons Freiburg
  - Église Évangélique Libre de Genève
  - Evangelisch-Reformierte Kirche des Kantons Luzern
  - Église réformée évangélique du canton de Neuchâtel
  - Evangelisch-Reformierte Kirche im Kanton Solothurn
  - Église Évangélique Réformée du canton de Vaud
  - Evangelisch-Reformierte Kirche des Wallis
- Verbandsrat
  - Verband der evangelisch-reformierten Kirchgemeinden des Kantons Obwalden

### Andere Bekenntnisse
In einigen reformierten Gemeinden heißt das gemeindeleitende Organ Konsistorium (in Frankreich und den Niederlanden), das in den deutschen Kirchen Gemeindekirchenrat/Kirchengemeinderat, Kirchenvorstand oder Presbyterium genannt wird. Zum Judentum siehe Consistoire central israélite.

### Protestantische Kirche Augsburgischen Bekenntnisses von Elsass und Lothringen
Für die Protestantische Kirche Augsburgischen Bekenntnisses von Elsass und Lothringen besteht das Oberkonsistorium (Consistoire supérieur) mit Sitz in Straßburg im Elsass. Es entstand 1852 – auf Basis der Novelle der staatlich erlassenen Konsistorialordnung für die protestantischen Kirchen in Frankreich – als geistliches Leitungsgremium der lutherischen Kirche in Frankreich, den regionalen Konsistorien übergeordnet. Seit der deutschen Annexion 1871 beschränkt sich die Zuständigkeit des Oberkonsistoriums auf die lutherischen Kirchengemeinden im Elsass sowie im lothringischen Département Moselle, wodurch die Kirche Augsburgischen Bekenntnisses von Elsass und Lothringen entstand. Das Oberkonsistorium setzt sich aus gewählten Mitgliedern zusammen, die zur förmlichen Amtsübernahme vom Premierminister ernannt werden. Mehrere Kirchengemeinden bilden jeweils ein Konsistorium (bei deutschen Landeskirchen auch Kirchenkreis, Propstei oder Sprengel genannt), die in der Tradition des französischen Konsistorialmodells wie durch die Organischen Artikel geschaffen stehen. Die exekutive Kirchenleitung führt die Bezeichnung Direktorium (Directoire).

### Evangelisch-Augsburgische Kirche in Polen
Die Evangelisch-Augsburgische Kirche in Polen unterhält ein Konsistorium der Kirche (Konsystorz Kościoła), das sowohl die allgemeine Kirchenleitung als auch die Exekutive der Synode bildet.

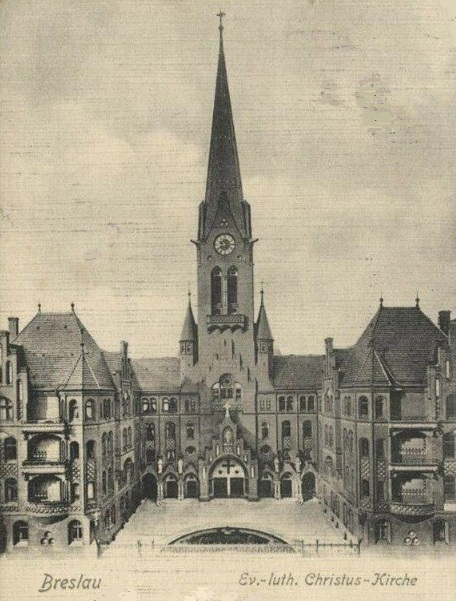
Breslau 1905: Bauensemble Hohenzollernstraße 57-53 mit OKC-Archiv, Christuskirche und Oberkirchenkollegium (OKC) der Ev.-luth. Kirche in Preußen

### Evangelisch-lutherische Kirche in Preußen
Das Oberkirchencollegium zu Breslau (bis 1972 Eigenschreibweise mit C; ältere Schreibweise Ober-Kirchen-Collegium, O.K.C./OKC) bildete die kollegiale Kirchenleitung der Evangelisch-lutherischen Kirche in Preußen. Sie befand sich in der Nr. 57 des kircheneigenen Bauensembles in der Hohenzollernstraße 53–57 (heute ul. Zaporoska) gleich neben der Christuskirche in der Nr. 55.

### Selbständige Evangelisch-Lutherische Kirche
In der Selbständigen Evangelisch-Lutherischen Kirche (SELK) steht der Bischof der Kirchenleitung vor. Mitglieder sind die vier Pröpste der vier Sprengel, der geschäftsführende Kirchenrat und sechs Laienkirchenräte. Die Kirchenleitung leitet die Geschicke der SELK zwischen den Kirchensynoden. Ebenso obliegen ihr sämtliche Lehr- und Aufsichtsfunktionen.

### Reformierte Kirche von Elsass und von Lothringen
In der Reformierten Kirche von Elsass und Lothringen bilden mehrere Kirchengemeinden jeweils ein Konsistorium (bei deutschen Landeskirchen auch Kirchenkreis, Propstei oder Sprengel genannt), die in der Tradition des französischen Konsistorialmodells wie durch die Organischen Artikel geschaffen stehen. Die 1895 geschaffene Kirchenleitung wird dagegen als Synodalvorstand (Conseil synodal) bezeichnet.

## Judentum
Mit den Organischen Artikeln entstanden im Französischen Kaiserreich und einigen abhängigen Gebieten (Batavische Republik, Königreich Westphalen) ab 1808 auch israelitische Konsistorien (Consistoires israélites) als Vertretungsgremien der jüdischen Gemeinden und deren regierungsseitige Kontrolle. Die Konsistorien waren damit halbamtlicher Natur. Die Konsistorien sollten jeweils die jüdischen Gemeinden eines Départements umfassen, sofern deren Gesamtseelenzahl mindestens 2.000 betrug. Bei Unterschreiten dieser Zahl konnten jüdische Gemeinden mehrerer Départements einen gemeinsamen Konsistorialbezirk bilden. Nicht zugelassen wurde aber, dass bei vielen Juden in einem Département mehr als ein Konsistorium gebildet wurde. An der Spitze der französischen israelitischen Konsistorien stand das Israelitische Zentralkonsistorium in Paris. Im Königreich Westphalen baute Israel Jacobson das Israelitische Konsistorium auf und übernahm das Amt des Konsistorialpräsidenten.
Nach 1815 wurden die israelitischen Konsistorien außerhalb Frankreichs meist wieder aufgehoben, nicht so jedoch in Belgien. Zunächst Teil der Vereinigten Niederlanden waren die jüdischen Konsistorien dort Untergliederungen der Nederlands-Israëlitisch Kerkgenootschap (Niederländisch-Israelitische Religionsgemeinschaft). Nach Abtrennung Belgiens von den Niederlanden wurde das Centraal israëlitisch consistorie van België gebildet, das die Konsistorialverfassung von 1808 bis heute fortführt. Während die französischen israelitischen Konsistorien 1905 im Zuge der Trennung von Staat und Religion ihre amtliche Funktion verloren, blieb diese bei den 1871 an Deutschland gekommenen Konsistorien Colmar, Metz und Straßburg bis heute bestehen, da die Laizität in ihren Konsistorialbezirken nie in Kraft trat.

## Hochschulen
Bis zur Novellierung des Hochschulgesetzes von Schleswig-Holstein 2007 gab es das drittelparitätisch (Professoren, Mitarbeiter, Studierende) besetzte Konsistorium, dessen Aufgabe es war, die Mitglieder des Rektorats zu wählen sowie die Verfassung der Hochschule zu beschließen.